# Leichtathletik-Weltmeisterschaften 2009/3000 m Hindernis der Frauen

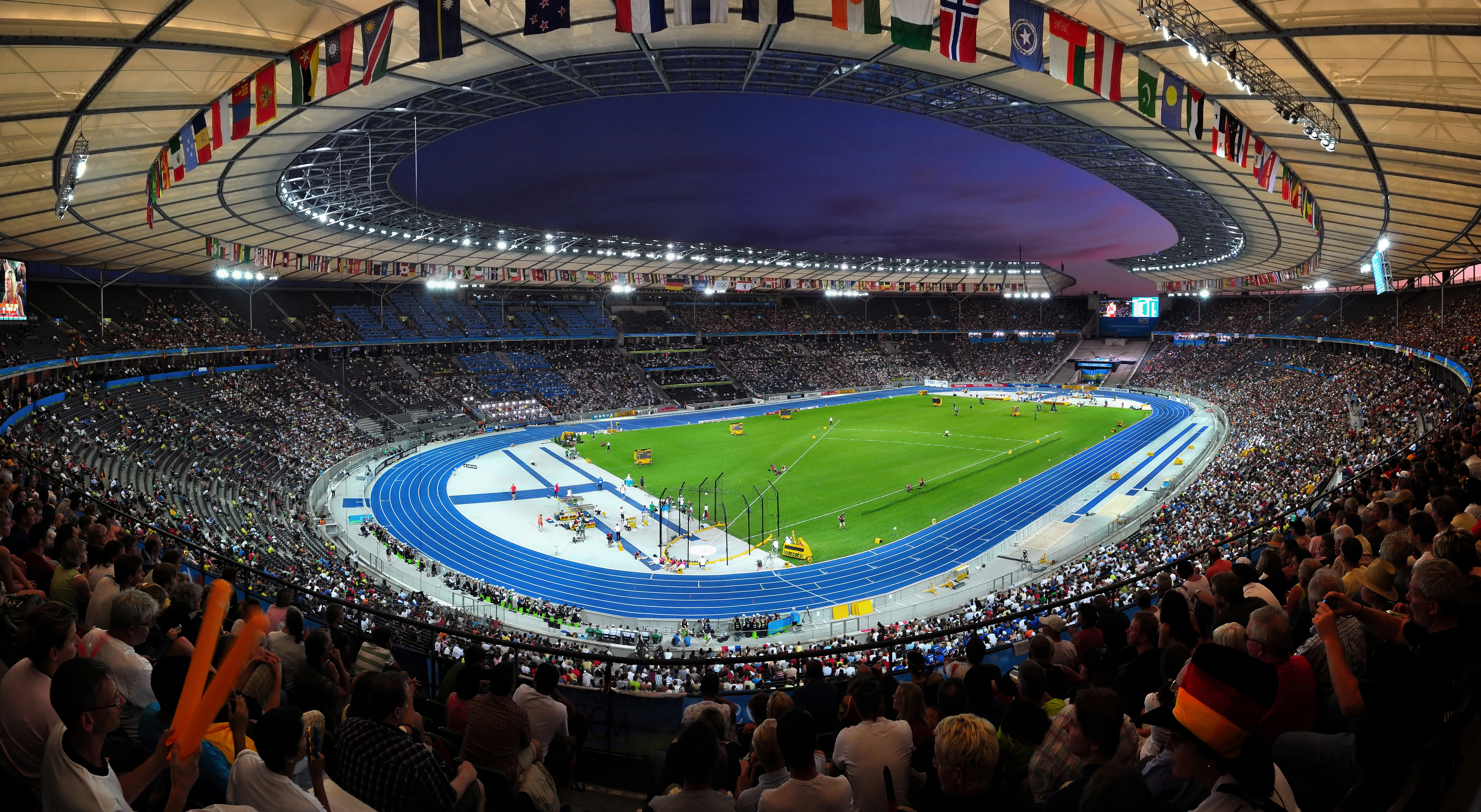
Das Berliner Olympiastadion während der Leichtathletik-Weltmeisterschaften

Der 3000-Meter-Hindernislauf der Frauen bei den Leichtathletik-Weltmeisterschaften 2009 wurde am 15. und 17. August 2009 im Olympiastadion der deutschen Hauptstadt Berlin ausgetragen.
Mit Gold und Bronze gab es in diesem Wettbewerb zwei Medaillen für die Hindernisläuferinnen aus Russland. Weltmeisterin wurde Julija Sarudnewa, spätere Julija Saripowa. Sie gewann vor der Kenianerin Milcah Chemos Cheywa. Bronze ging an die aktuelle Olympiasiegerin und Weltrekordinhaberin Gulnara Galkina, frühere Gulnara Samitowa.

## Bestehende Rekorde
| Weltrekord | 8:58,81 min | Gulnara Galkina    | OS 2008 in Peking, Volksrepublik China | 17. August 2008 |
| WM-Rekord  | 9:06,57 min | Jekaterina Wolkowa | WM 2007 in Osaka, Japan                | 27. August 2007 |

Der bestehende WM-Rekord wurde bei diesen Weltmeisterschaften nicht eingestellt und nicht verbessert.
Die russische Weltmeisterin Julija Sarudnewa verfehlte diesen Rekord im Finale allerdings nur um 1,82 Sekunden.
Es wurden ein Kontinentalrekord und vier Landesrekorde aufgestellt:
- Kontinentalrekord
  - 9:12,50 min (Amerikarekord) – Jenny Barringer (USA), Finale am 17. August
- Landesrekorde
  - 9:21,73 min – Antje Möldner (Deutschland), erster Vorlauf am 15. August
  - 9;18,54 min – Antje Möldner (Deutschland), Finale am 17. August
  - 9:36,63 min – Oxana Juravel (Republik Moldau), dritter Vorlauf am 15. August
  - 9:12,52 min – Habiba Ghribi (Tunesien), Finale am 17. August

## Doping
Dieser Wettbewerb war durch insgesamt vier Dopingfälle belastet:
- Marta Domínguez, Spanien – zunächst Erste. Im Jahr 2013 wurden in ihrem Biologischen Pass Blutwerte entdeckt, die auf Doping schließen lassen. Die Forderung nach einer Sperre der IAAF wurde durch den spanischen Leichtathletikverband zunächst nicht umgesetzt. Doch da die Athletin die Vorwürfe nicht entkräften konnte, entschied der Internationale Sportgerichtshof CAS zuungunsten der Athletin. Auch vorher hatte es schon allerdings nie bewiesene Verdachtsmomente gegeben. Domínguez wurde 2015 für drei Jahre gesperrt, obwohl sie ihre Sportkarriere bereits beendet hatte. Darüber hinaus wurden alle ihre Ergebnisse vom 5. August 2009 bis 4. Januar 2013 annulliert.[2]
- Hanane Ouhaddou, Marokko – im Vorlauf ausgeschieden. Sie wurde zweimal des Verstoßes gegen die Antidopingbestimmungen überführt und zuletzt mit einer Sperre von acht Jahren bis zum 10. Mai 2024 belegt. Ihre seit 2009 erzielten Resultate wurden annulliert.[3]
- Jekaterina Wolkowa, Russland (Titelverteidigerin) – im Vorlauf ausgeschieden. Sie wurde bei Nachtests von den Olympischen Spielen 2008 überführt, gegen die Antidopingbestimmungen verstoßen zu haben. Ihr Resultat von diesen Olympischen Spielen wurde ebenso wie das Ergebnis von diesen Weltmeisterschaften annulliert. Im Jahr 2016 wurde gegen sie außerdem eine Sperre von zwei Jahren verhängt.[4]
- Iríni Kokkinaríou, Griechenland – im Vorlauf ausgeschieden. Ihr wurden zusammen mit acht anderen Athleten kurz vor den Olympischen Spielen 2012 Abweichungen im Biologischen Pass nachgewiesen. Sie erhielt eine Sperre und unter anderem ihr Resultat von diesen Weltmeisterschaften wurde gestrichen.[5]

Auch die hier nachträglich als Weltmeisterin anerkannte Julija Sarudnewa wurde später als Doperin entlarvt. Ihr wurde unter anderem der bei den Weltmeisterschaften 2011 erlaufene Sieg wieder aberkannt, weil sie gegen die Antidopingbestimmungen verstoßen hatte.
Benachteiligt wurden unter Berücksichtigung der nach Streichung der dopingbedingt erzielten Resultate vor allem drei Athletinnen.
- Nachträglich verliehene Medaillen:
  - Julija Sarudnewa, Russland – erhielt ihren Titel als Weltmeisterin erst Jahre nach Beendigung der Weltmeisterschaften
  - Gulnara Galkina, Russland – bekam ihre Bronzemedaille mit großer Verspätung und konnte nicht an der Siegerehrung teilnehmen
- Verwehrung der Finalteilnahme:
  - Oxana Juravel, Republik Moldau – wäre über ihre Platzierung als Vierte des dritten Vorlaufs im Finale startberechtigt gewesen

## Vorrunde
Die Vorrunde wurde in drei Läufen durchgeführt. Die ersten vier Athletinnen pro Lauf – hellblau unterlegt – sowie die darüber hinaus drei zeitschnellsten Läuferinnen – hellgrün unterlegt – qualifizierten sich für das Finale.

### Vorlauf 1

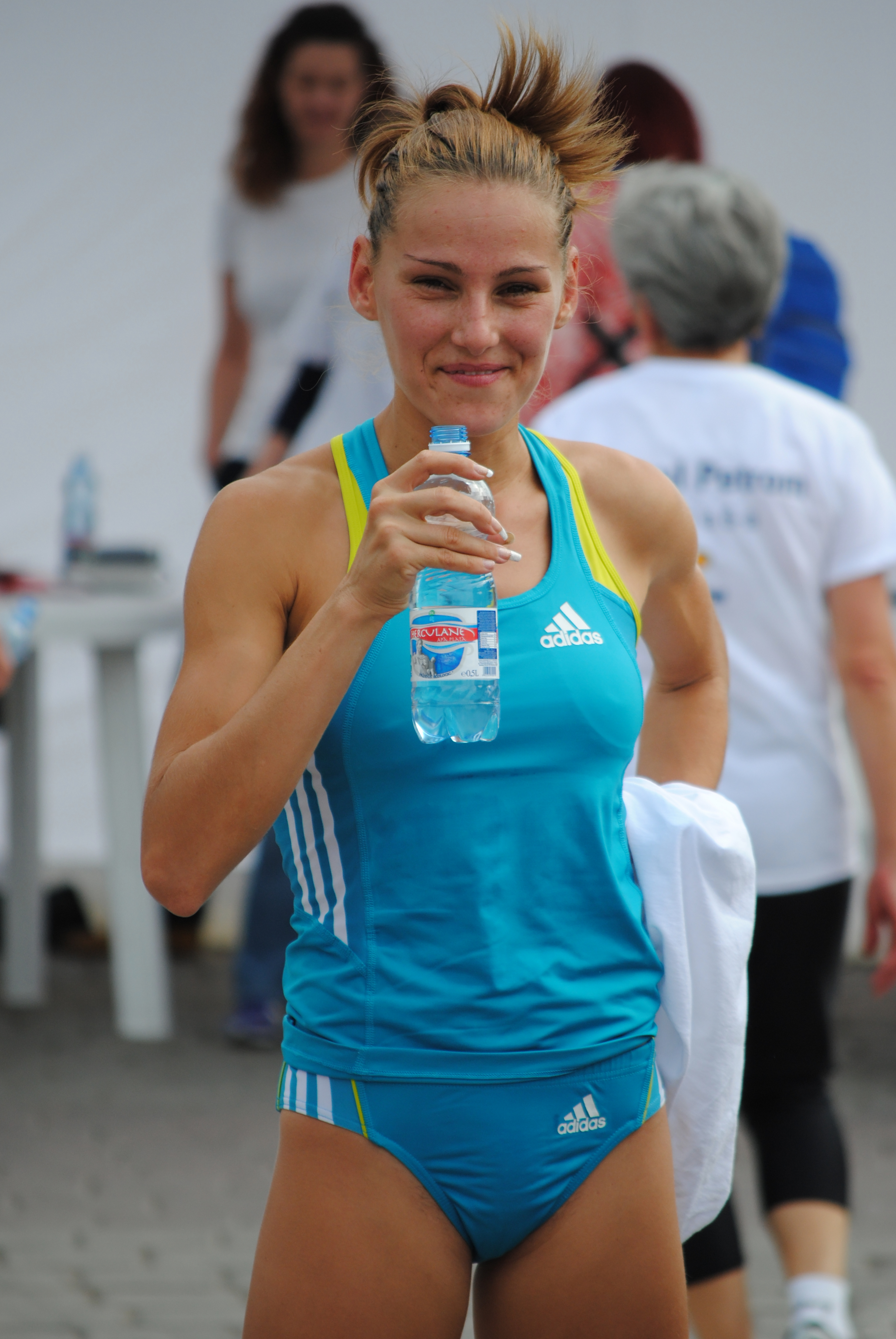
Ancuța Bobocel – ausgeschieden als Siebte in 9:34,39 min
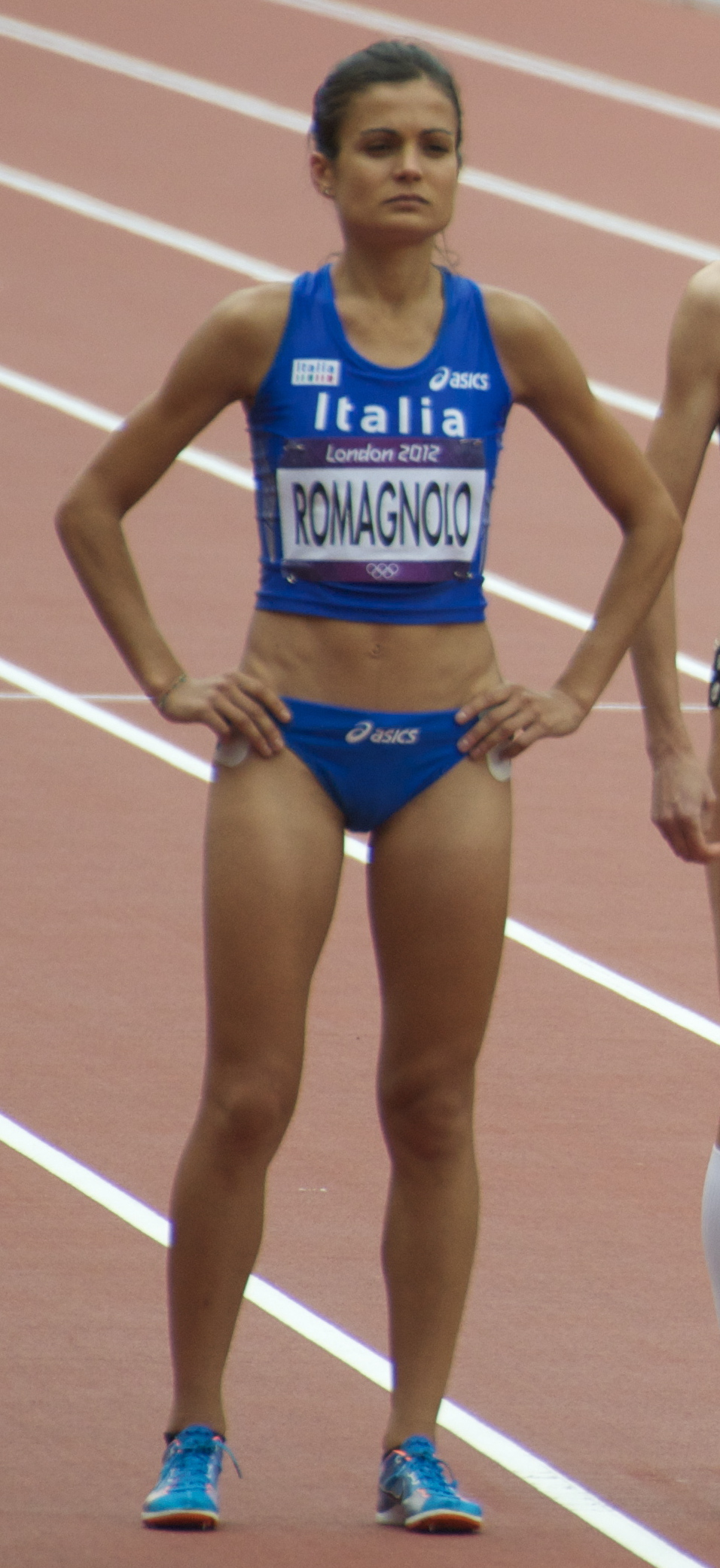
Elena Romagnolo – ausgeschieden als Dreizehnte in 9:56,61 min

15. August 2009, 10:50 Uhr
| Platz | Name                   | Nation       | Zeit (min) |
| ----- | ---------------------- | ------------ | ---------- |
| 1     | Gulnara Galkina        | Russland     | 9:17,67    |
| 2     | Antje Möldner          | Deutschland  | 9:21,73 DR |
| 3     | Sofia Assefa           | Äthiopien    | 9:22,63    |
| 4     | Milcah Chemos Cheywa   | Kenia        | 9:23,87    |
| 5     | Eva Arias              | Spanien      | 9:25,14    |
| 6     | Jéssica Augusto        | Portugal     | 9:26,64    |
| 7     | Ancuța Bobocel         | Rumänien     | 9:34,39    |
| 8     | Jelena Sidortschenkowa | Russland     | 9:37,16    |
| 9     | Minori Hayakari        | Japan        | 9:39,28    |
| 10    | Lindsey Anderson       | USA          | 9:46,03    |
| 11    | Donna MacFarlane       | Australien   | 9:52,46    |
| 12    | Durka Mana             | Sudan        | 9:52,90    |
| 13    | Elena Romagnolo        | Italien      | 9:56,61    |
| DOP   | Iríni Kokkinaríou      | Griechenland | 9:35,61    |

### Vorlauf 2

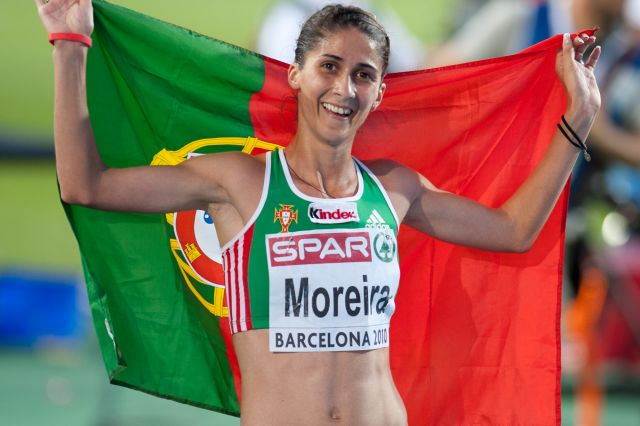
Sara Moreira (hier als EM-Medaillengewinnerin 2010 über 5000 Meter) – knapp gescheitert als Siebte in 9:28,64 min
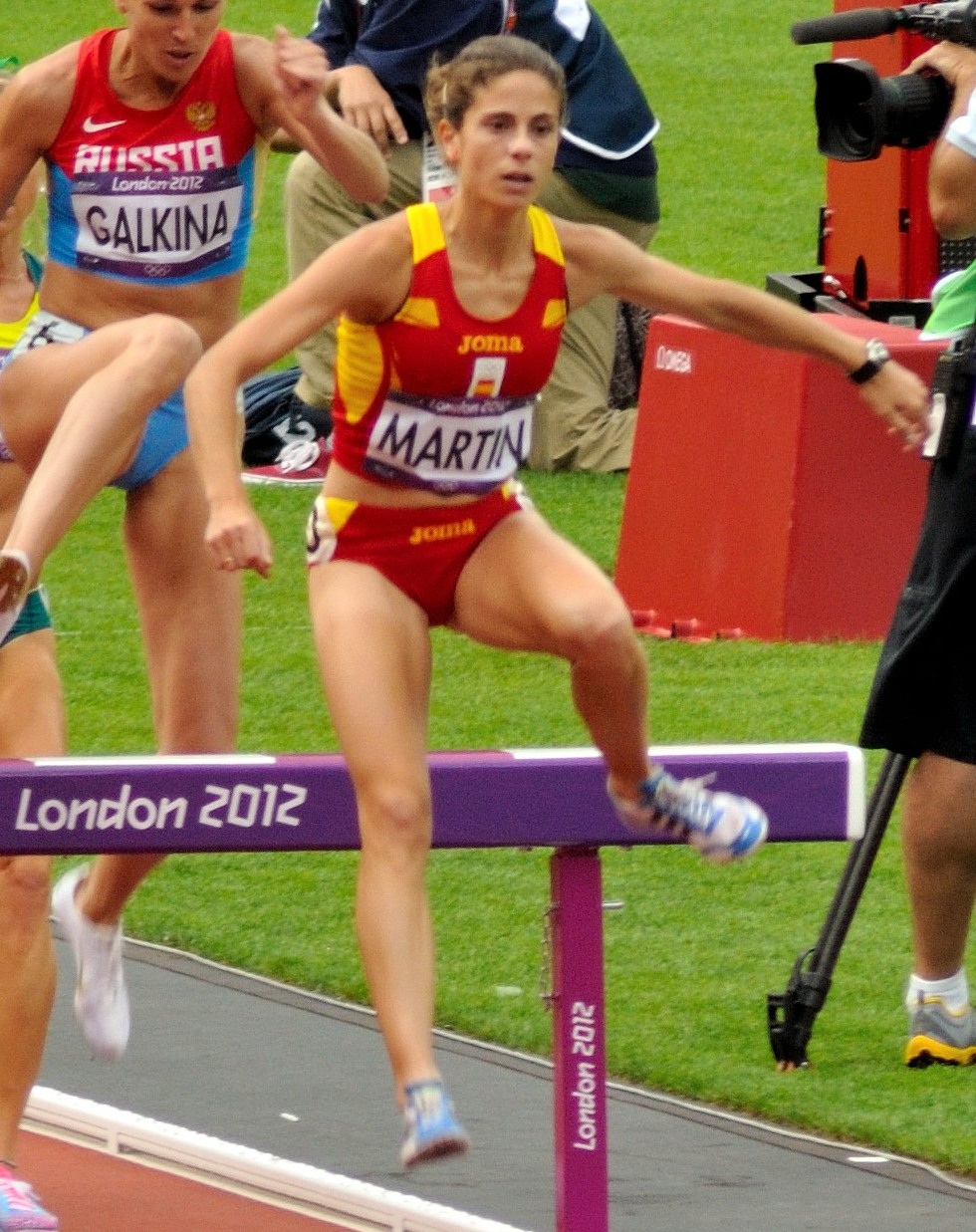
Diana Martín – ausgeschieden als Zehnte in 9:42,39 min
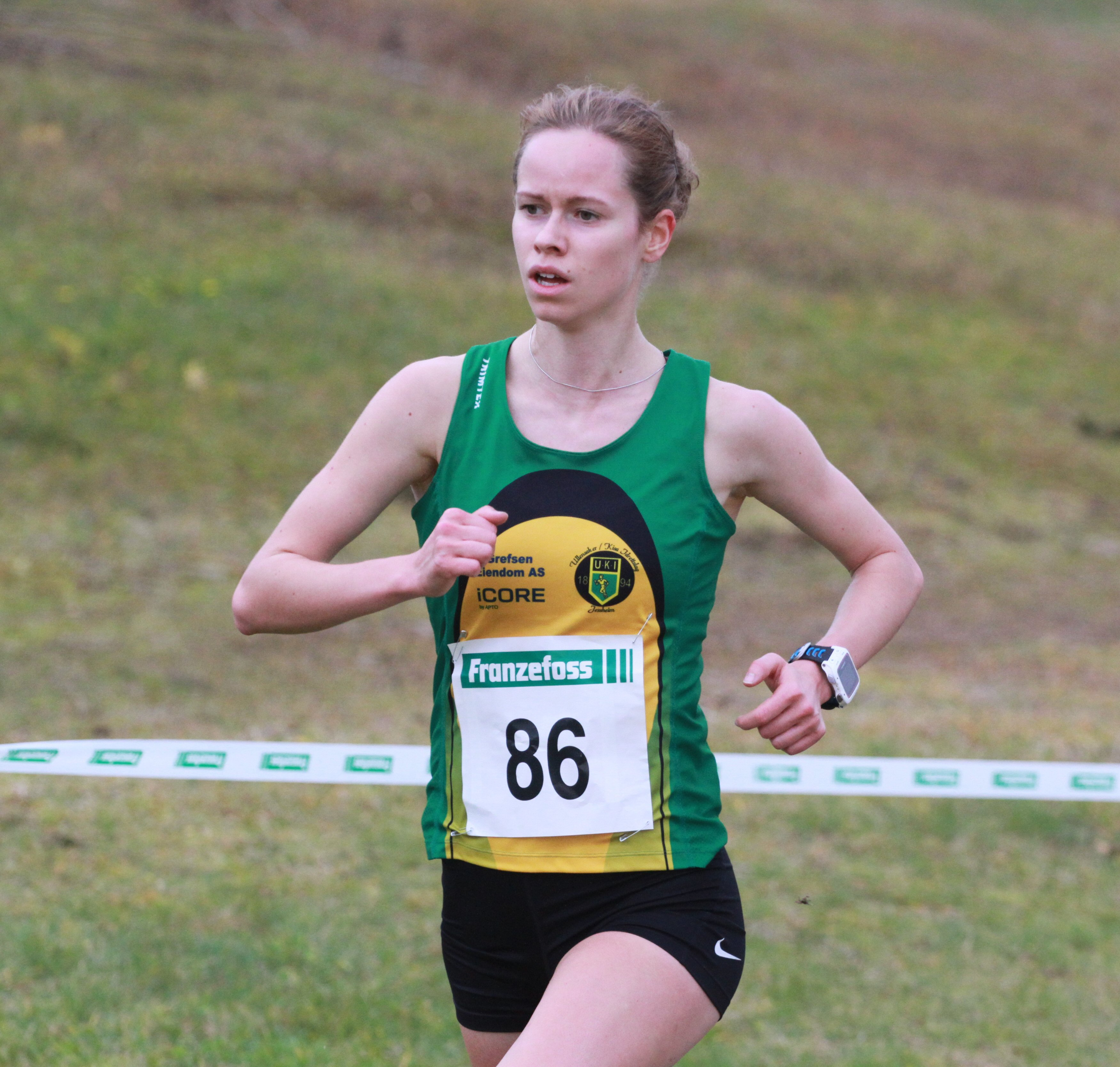
Silje Fjørtoft – ausgeschieden als Vierzehnte in 10:01,04 min

15. August 2009, 11:04 Uhr
| Platz | Name                  | Nation         | Zeit (min) |
| ----- | --------------------- | -------------- | ---------- |
| 1     | Habiba Ghribi         | Tunesien       | 09:26,40   |
| 2     | Julija Sarudnewa      | Russland       | 09:26,64   |
| 3     | Jenny Barringer       | USA            | 09:26,81   |
| 4     | Katarzyna Kowalska    | Polen          | 09:26,93   |
| 5     | Ruth Bisibori Nyangau | Kenia          | 09:27,04   |
| 6     | Sara Moreira          | Portugal       | 09:28,64   |
| 7     | Korahubsh Itaa        | Äthiopien      | 09:33,67   |
| 8     | Ulrika Johansson      | Schweden       | 09:38,88   |
| 9     | Helen Clitheroe       | Großbritannien | 09:41,71   |
| 10    | Diana Martín          | Spanien        | 09:42,39   |
| 11    | Élodie Olivarès       | Frankreich     | 09:43,83   |
| 12    | Sabine Heitling       | Brasilien      | 09:50,96   |
| 13    | Róisín McGettigan     | Irland         | 09:59,10   |
| 14    | Silje Fjørtoft        | Norwegen       | 10:01,04   |

### Vorlauf 3

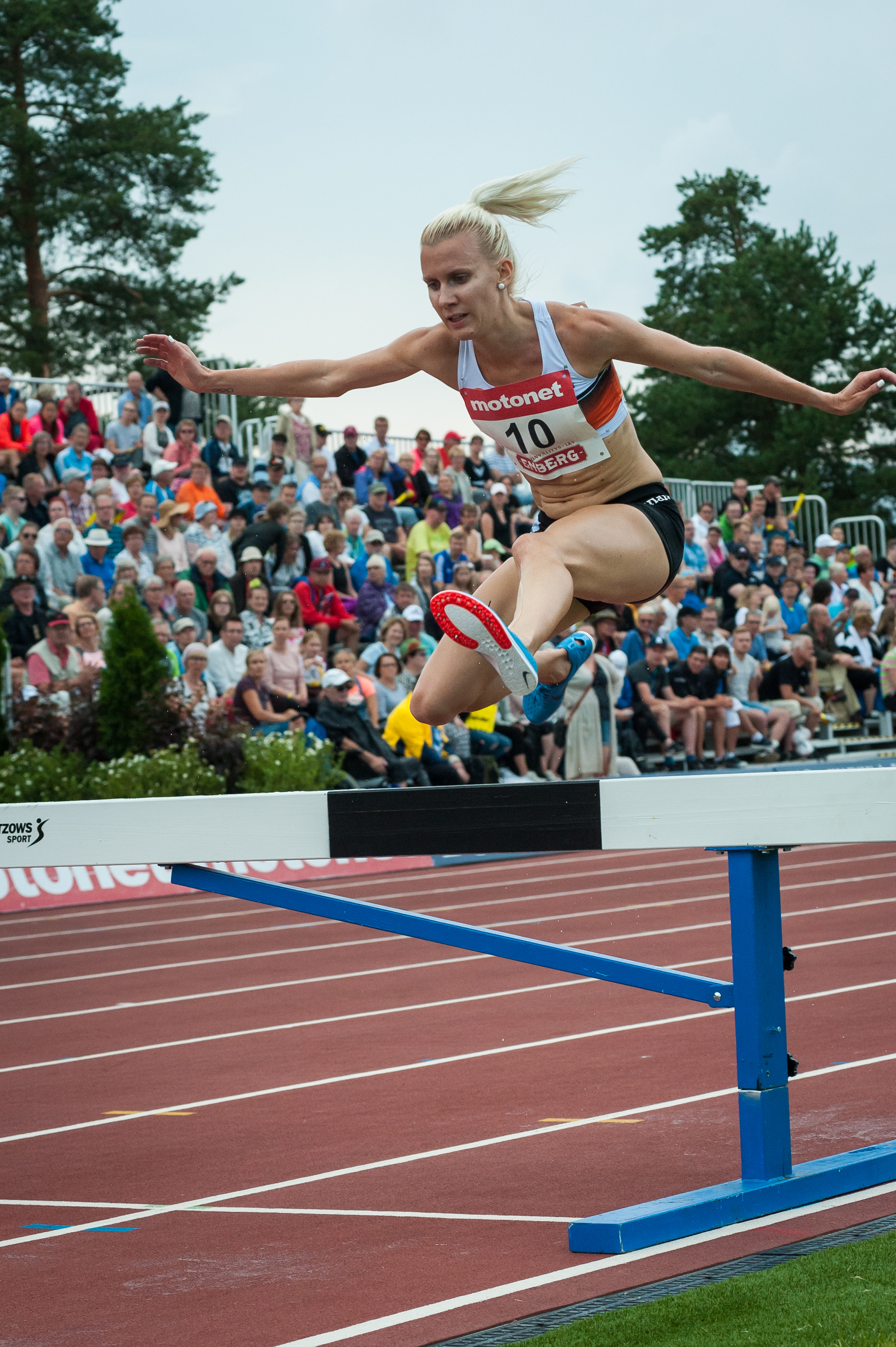
Sandra Eriksson – ausgeschieden als Sechste in 9:46,62 min
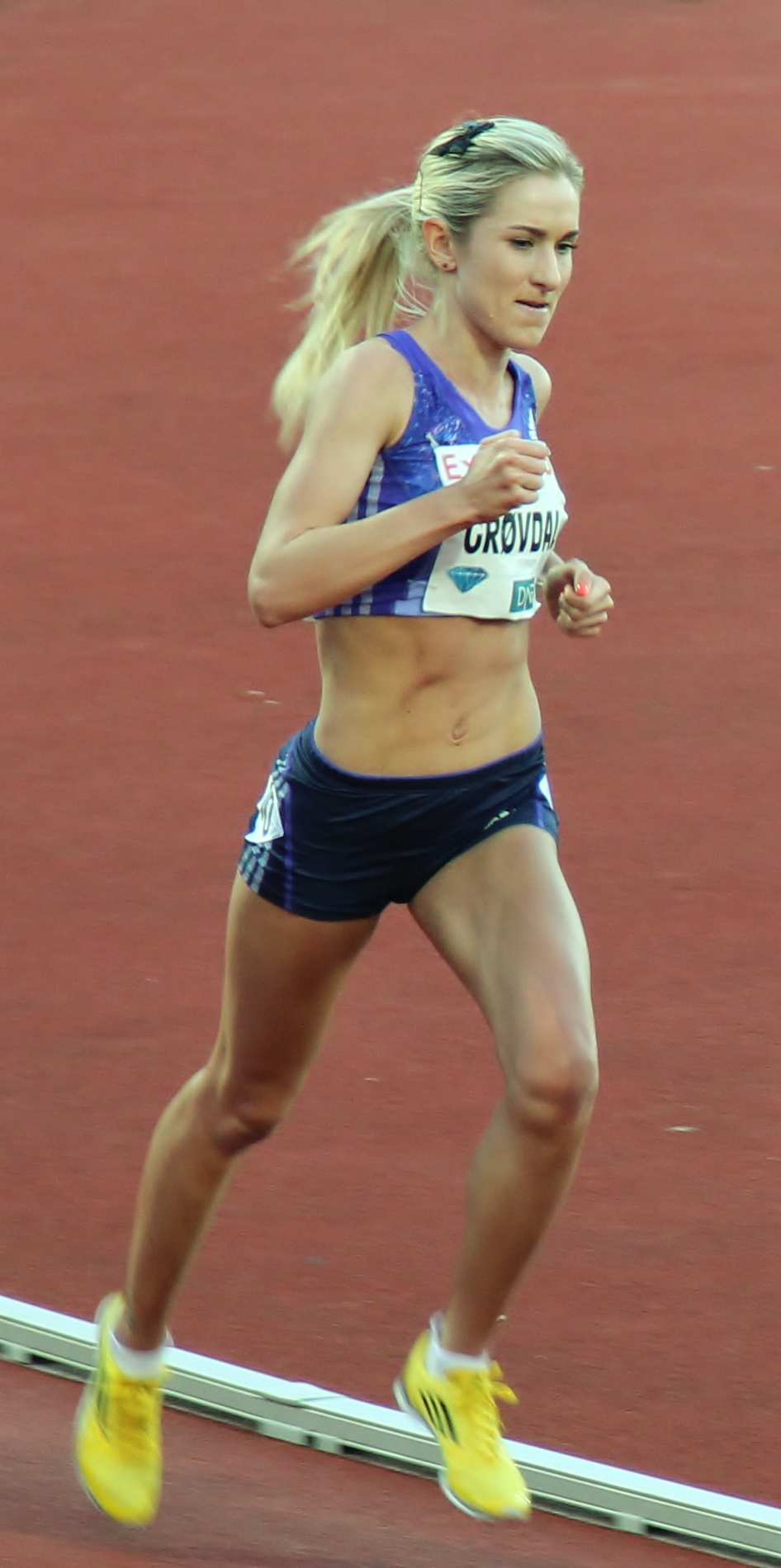
Karoline Bjerkeli Grøvdal– ausgeschieden als Siebte in 9:48,47 min

15. August 2009, 11:18 Uhr
| Platz | Name                      | Nation     | Zeit (min)                                           |
| ----- | ------------------------- | ---------- | ---------------------------------------------------- |
| 1     | Zemzem Ahmed              | Äthiopien  | 09:29,36                                             |
| 2     | Gladys Jerotich Kipkemoi  | Kenia      | 09:29,36                                             |
| 3     | Sophie Duarte             | Frankreich | 09:34,08                                             |
| 4     | Oxana Juravel             | Moldau     | 09:36,63 NR / eigentlich für das Finale qualifiziert |
| 5     | Lívia Tóth                | Ungarn     | 09:45,14                                             |
| 6     | Sandra Eriksson           | Finnland   | 09:46,62                                             |
| 7     | Karoline Bjerkeli Grøvdal | Norwegen   | 09:48,47                                             |
| 8     | Cristina Casandra         | Rumänien   | 09:49,88                                             |
| 9     | Bridget Franek            | USA        | 09:50,02                                             |
| 10    | Aslı Çakır Alptekin       | Türkei     | 10:06,64                                             |
| DOP   | Marta Domínguez           | Spanien    | 9:34.78 für das Finale zugelassen                    |
| DOP   | Hanane Ouhaddou           | Marokko    | 9:35.78                                              |
| DOP   | Jekaterina Wolkowa        | Russland   | 9:43.52                                              |

Weitere Im dritten Vorlauf ausgeschiedene Hindernisläuferinnen:

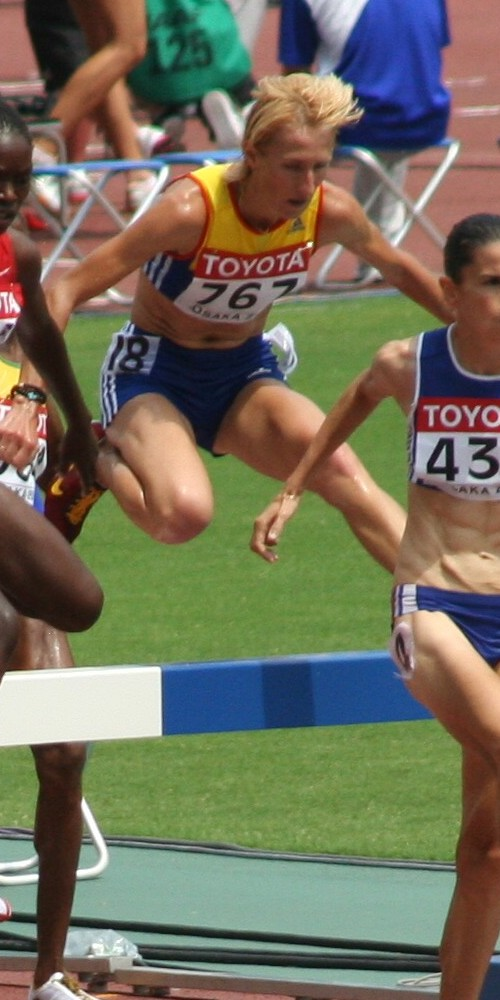
Cristina Casandra Rang acht in 9:49,88 min
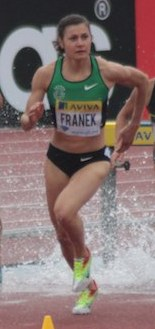
Bridget Franek Rang neun in 9:50,02 min
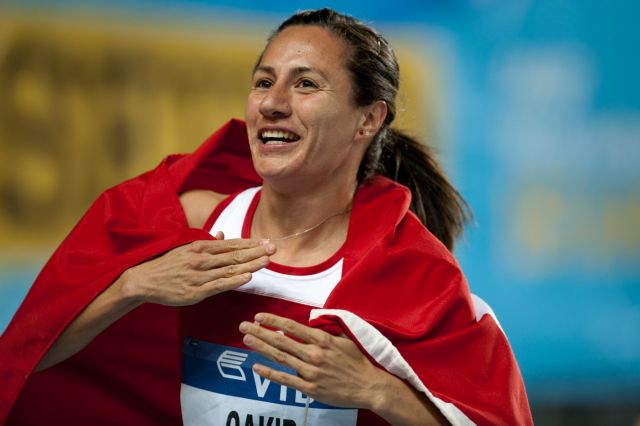
Aslı Çakır Alptekin Rang zehn in 10:06,64 min
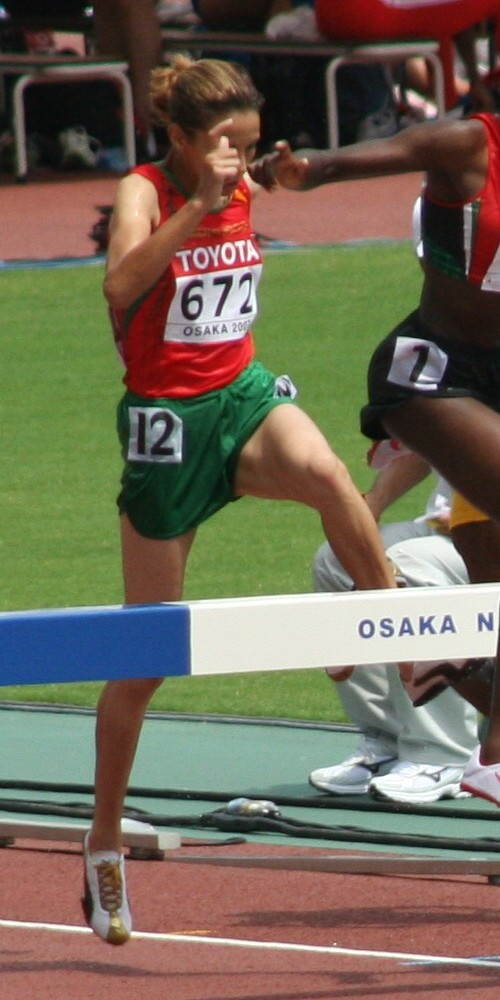
Hanane Ouhaddou schied als Fünfte aus und wurde nachträglich wegen Dopingvergehens disqualifiziert
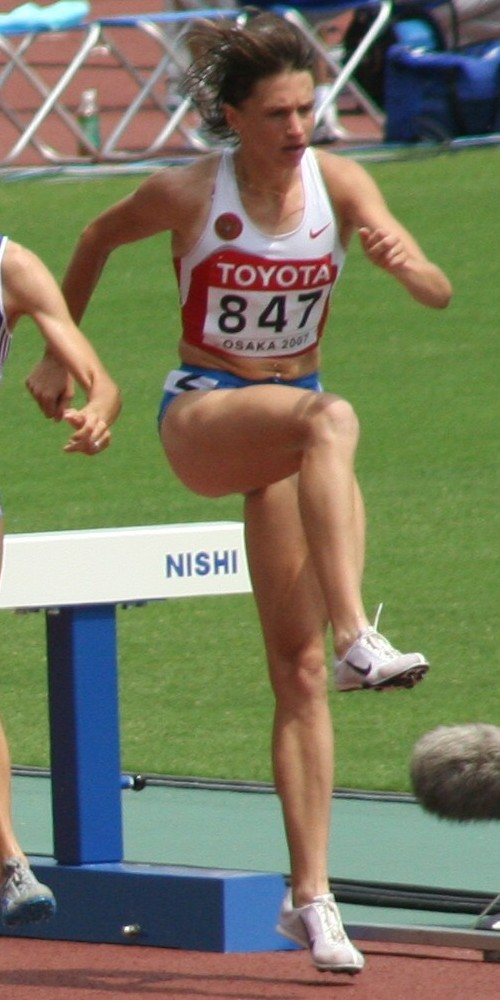
Die Titelverteidigerin Jekaterina Wolkowa scheiterte als Siebte und wurde nachträglich wegen Dopingvergehens disqualifiziert

## Finale

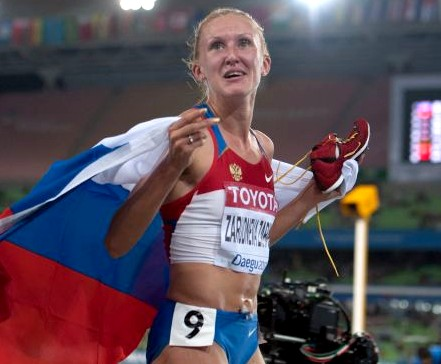
Weltmeisterin wurde Julija Sarudnewa, spätere Julija Saripowa, hier als vorübergehende Weltmeisterin 2011 – der Titel wurde später wegen Dopingvergehens annulliert

17. August 2009, 20:30 Uhr
Von Beginn an war das Rennen von einem hohen Tempo geprägt. Der erste Kilometer wurde in 3:01,26 min absolviert, der zweite in 3:05,19 min. Die russische Olympiasiegerin von 2008 und Weltrekordhalterin Gulnara Galkina galt als Favoritin, wurde jedoch am Ende nur Dritte. Auf der letzten Runde verlor sie überraschend den Anschluss an die Spitze. Stattdessen attackierte ihre Landsfrau Julija Sarudnewa rund zweihundert Meter vor dem Ziel. Nur die später dopingbedingt disqualifizierte Spanierin Marta Domínguez und Milcah Chemos Cheywa aus Kenia konnten ihr folgen. Sarudnewa hatte dem Schlussspurt der Spanierin nach dem letzten Hindernis jedoch nichts mehr entgegenzusetzen und konnte ihren Platz vor Cheywa nur mit Mühe verteidigen. Dank kluger Renneinteilung verbesserte Antje Möldner, die nach Marta Domínguez’ Disqualifikation auf Platz acht kam, ihren eigenen deutschen Rekord noch einmal, nachdem ihr das bereits zwei Tage zuvor in der Qualifikationsrunde gelungen war.
| Platz | Name                     | Nation      | Zeit (min) |
| ----- | ------------------------ | ----------- | ---------- |
| 1     | Julija Sarudnewa         | Russland    | 9:08,39    |
| 2     | Milcah Chemos Cheywa     | Kenia       | 9:08,57    |
| 3     | Gulnara Galkina          | Russland    | 9:11,09    |
| 4     | Jenny Barringer          | USA         | 9:12,50 AM |
| 5     | Habiba Ghribi            | Tunesien    | 9:12,52 NR |
| 6     | Ruth Bisibori Nyangau    | Kenia       | 9:13,16    |
| 7     | Gladys Jerotich Kipkemoi | Kenia       | 9:14,62    |
| 8     | Antje Möldner            | Deutschland | 9:18,54 DR |
| 9     | Zemzem Ahmed             | Äthiopien   | 9:22.64    |
| 10    | Jéssica Augusto          | Portugal    | 9:25.25    |
| 11    | Katarzyna Kowalska       | Polen       | 9:30.37    |
| 12    | Sofia Assefa             | Äthiopien   | 9:31.29    |
| 13    | Eva Arias                | Spanien     | 9:33.34    |
| 14    | Sophie Duarte            | Frankreich  | 9:33.85    |
| DOP   | Marta Domínguez          | Spanien     | 9:07,32    |

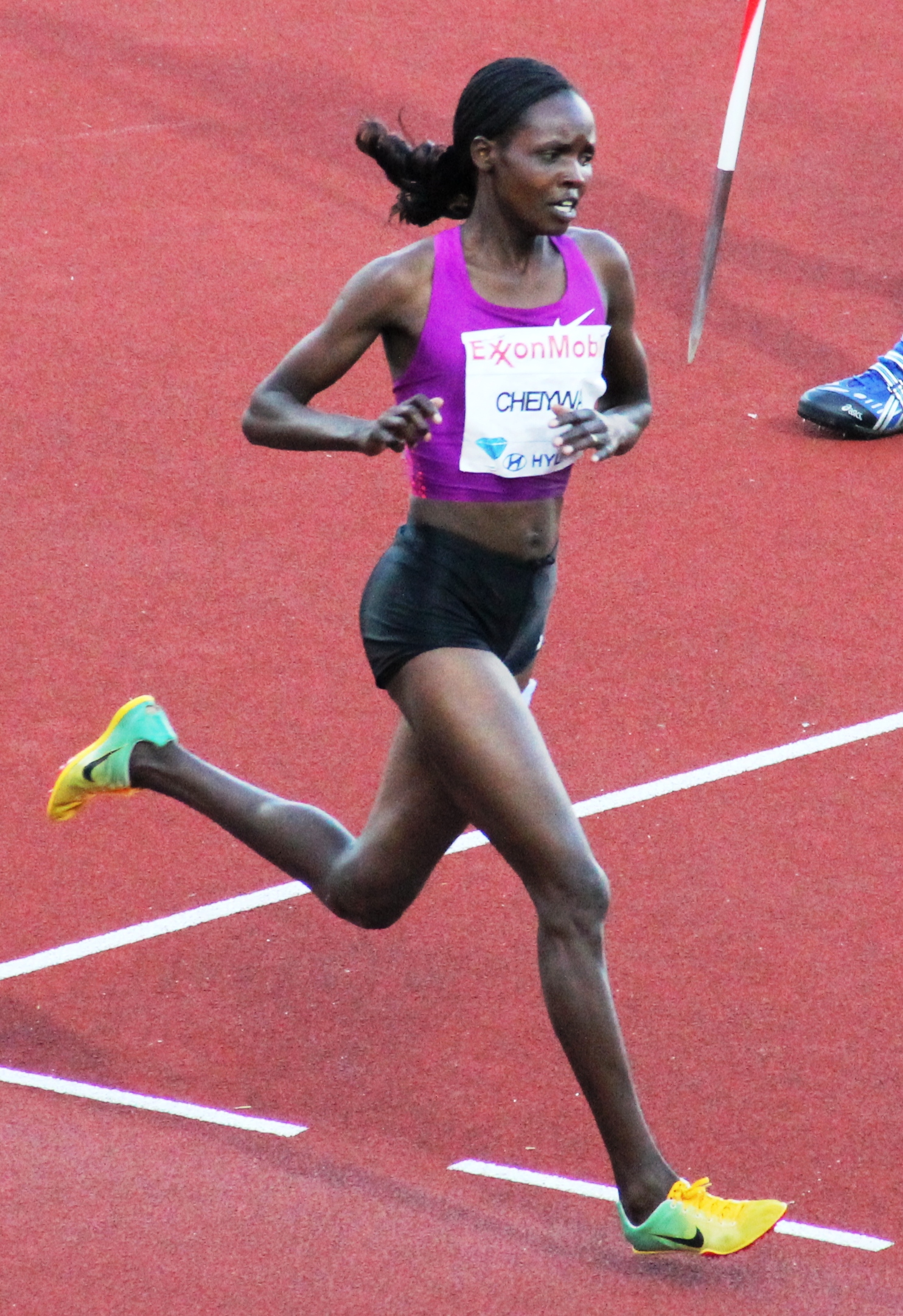
Vizeweltmeisterin Milcah Chemos Cheywa
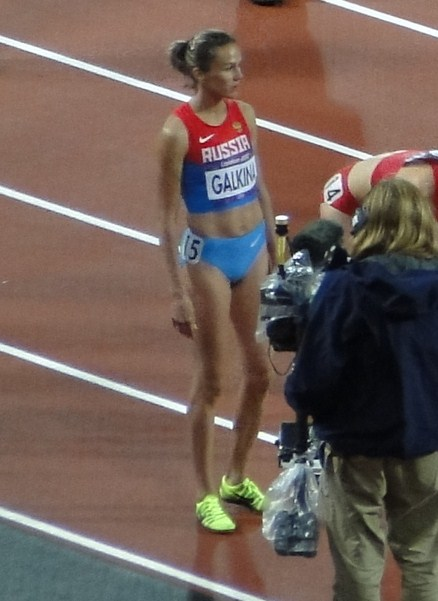
Bronze gab es für die aktuelle Olympiasiegerin und Weltrekordinhaberin Gulnara Galkina
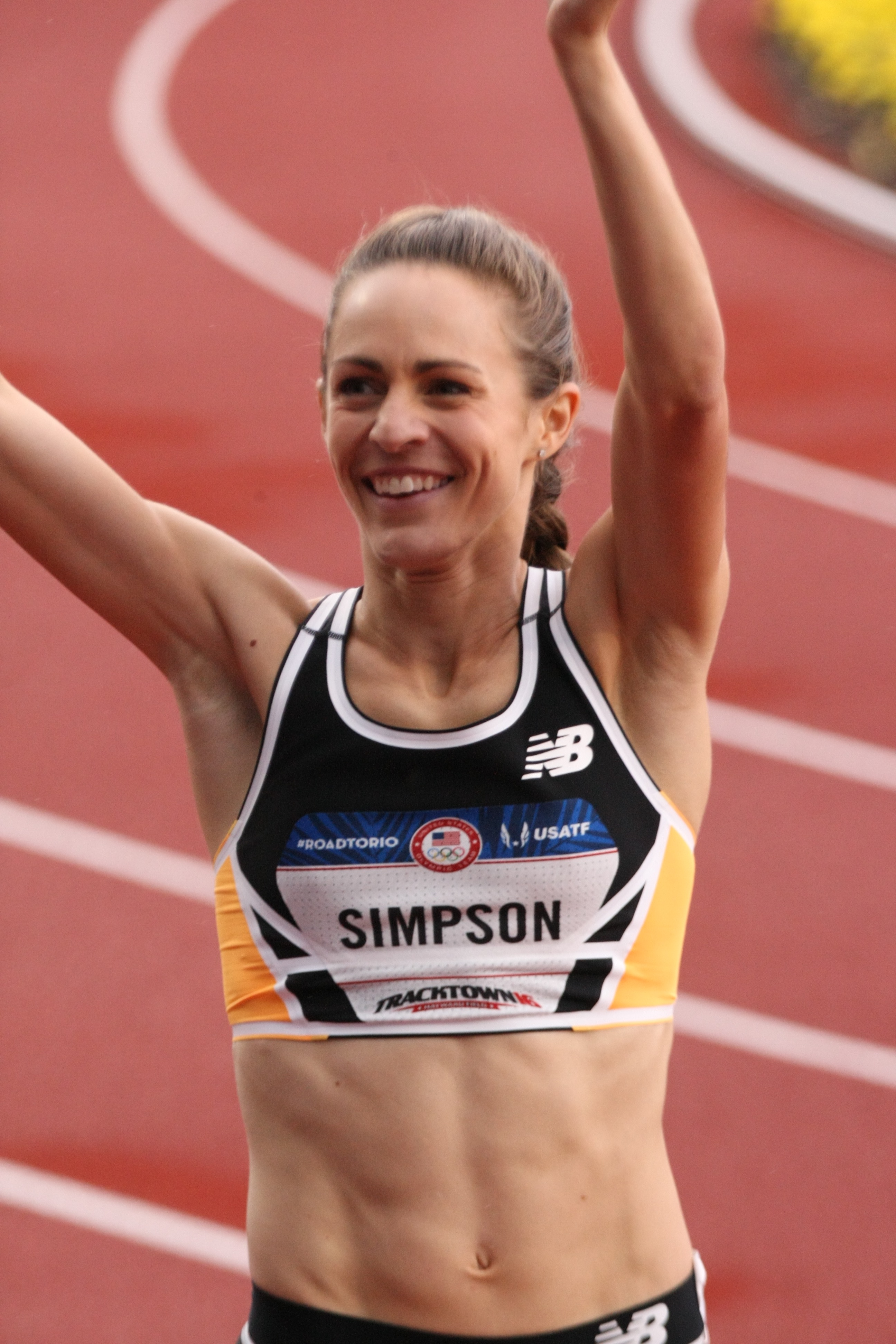
Jenny Barringer, spätere Jenny Simpson, belegte Rang vier und stellte einen neuen Amerikarekord auf
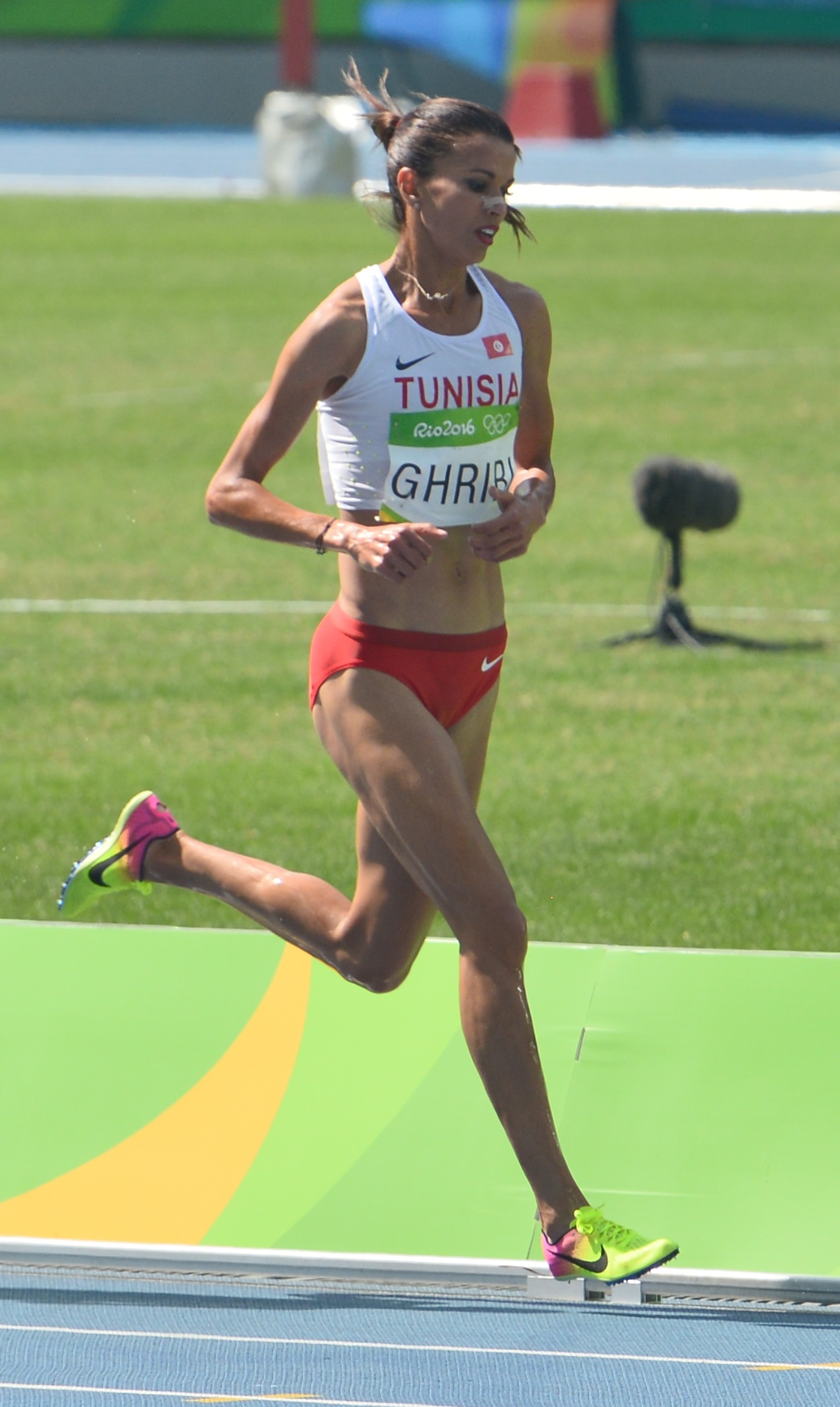
Habiba Ghribi kam mit neuem tunesischen Rekord auf den fünften Platz
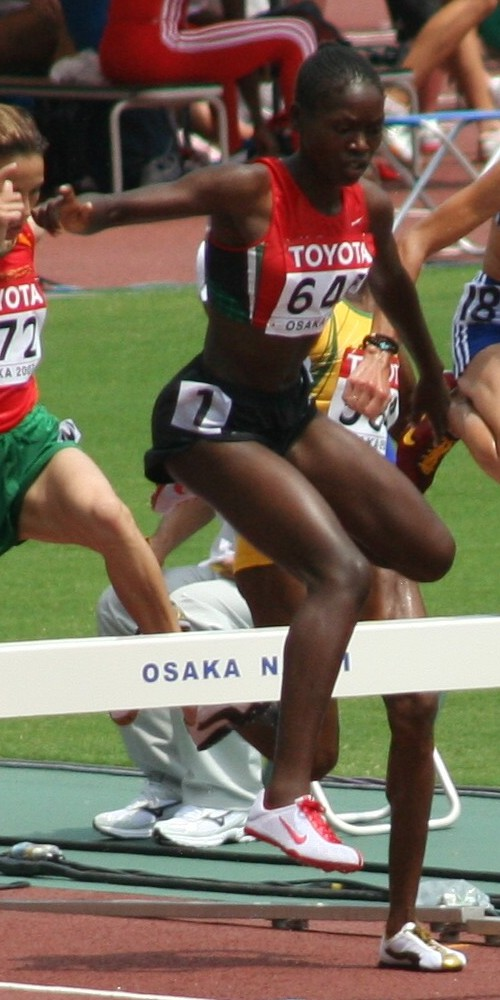
Ruth Bisibori Nyangau erreichte Platz sechs
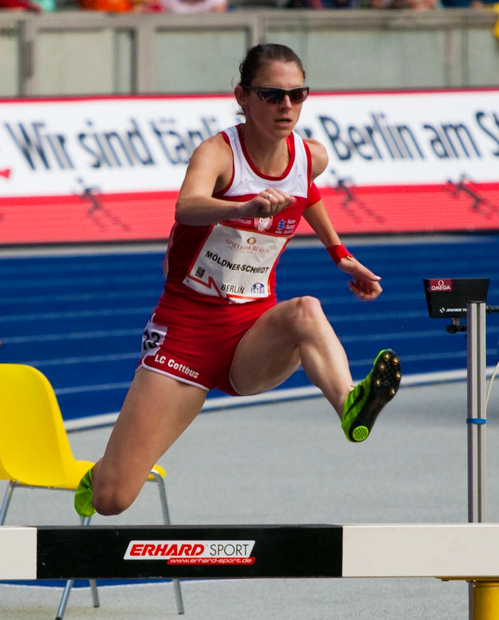
Antje Möldner, spätere Antje Möldner-Schmidt, lief im Vorlauf und im Finale jeweils deutschen Rekord und wurde Achte
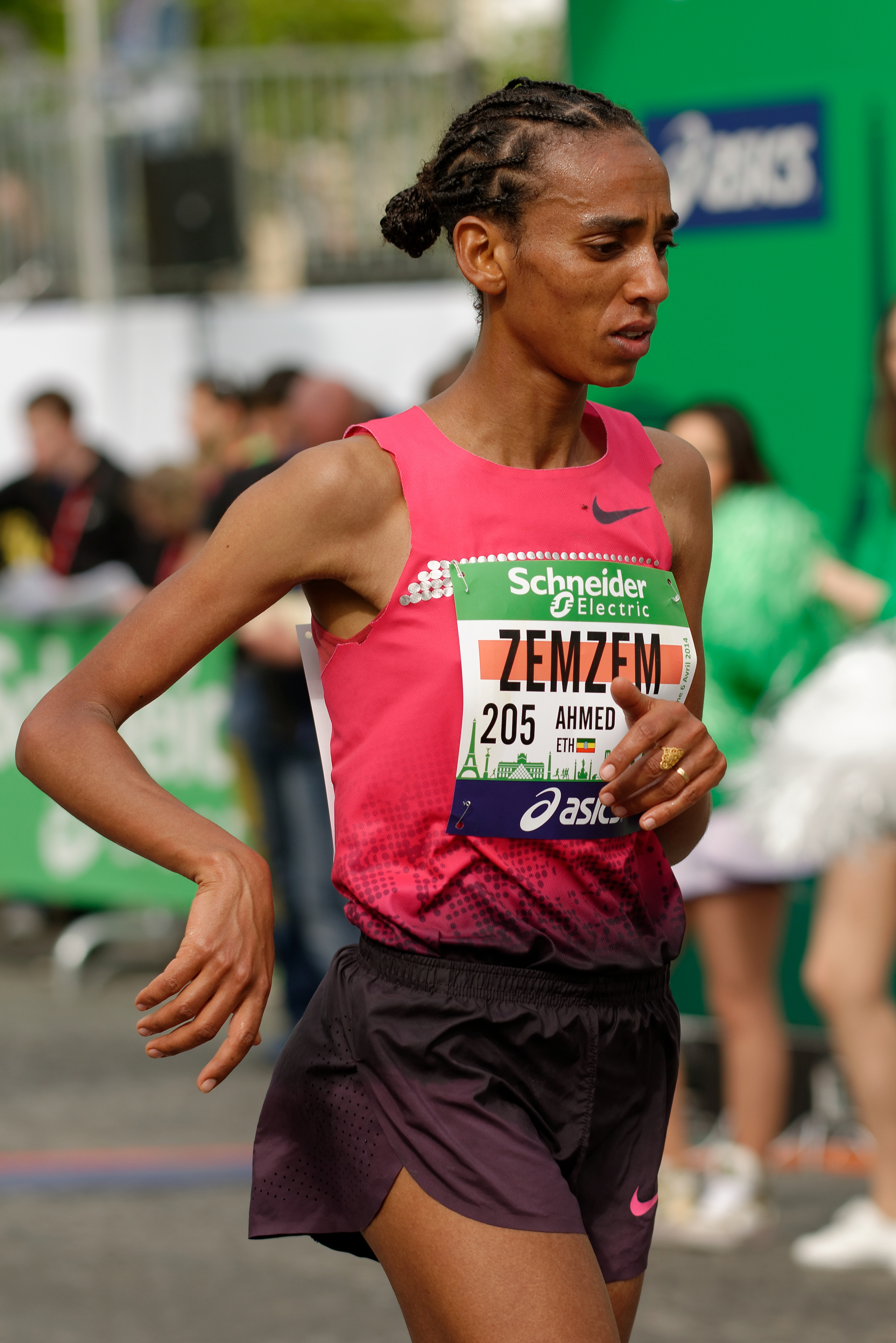
Die neuntplatzierte Zemzem Ahmed
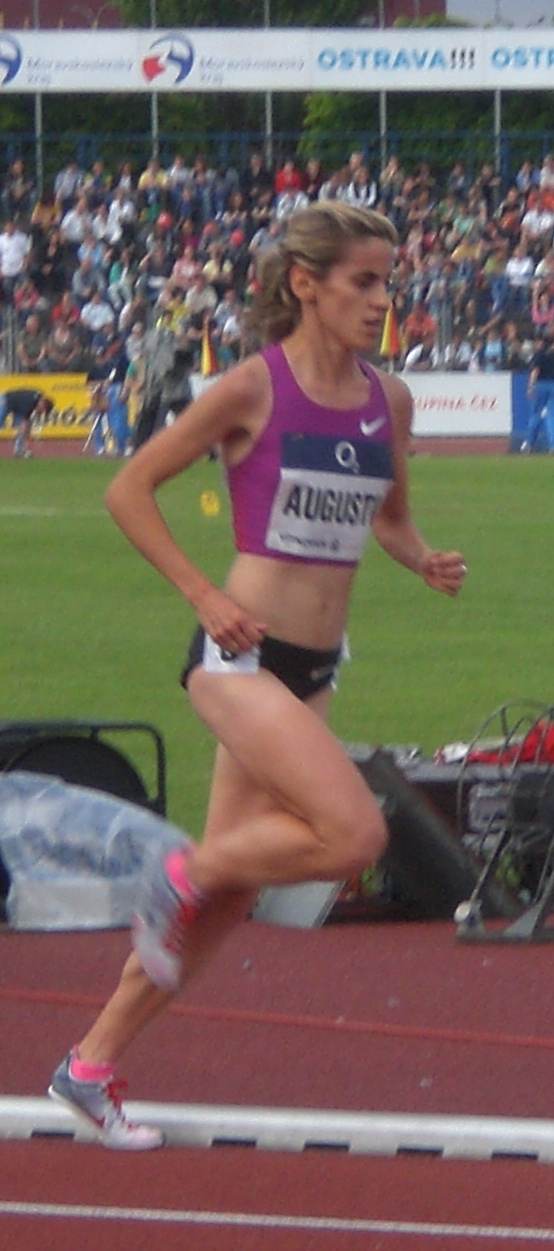
Rang zehn für Jéssica Augusto
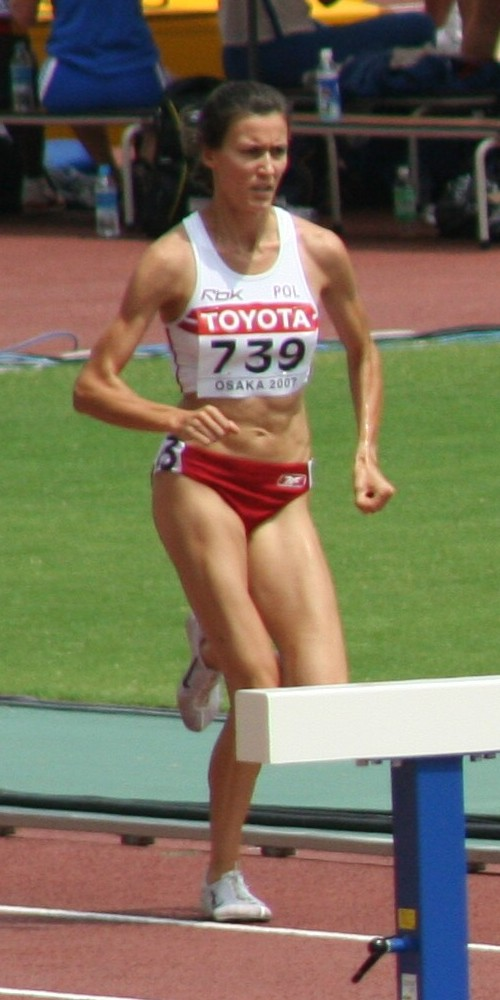
Katarzyna Kowalska – Platz elf
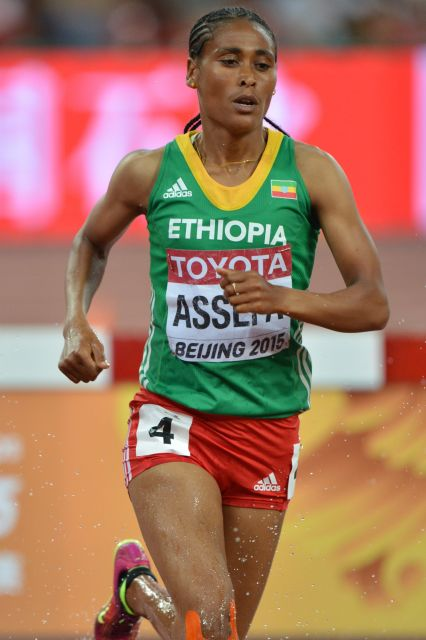
Sofia Assefa – Platz zwölf
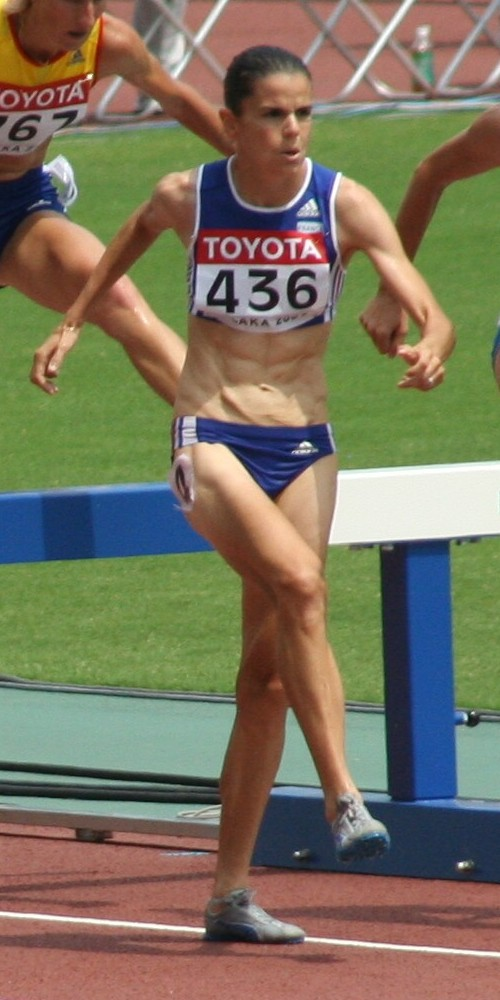
Sophie Duarte – Platz vierzehn
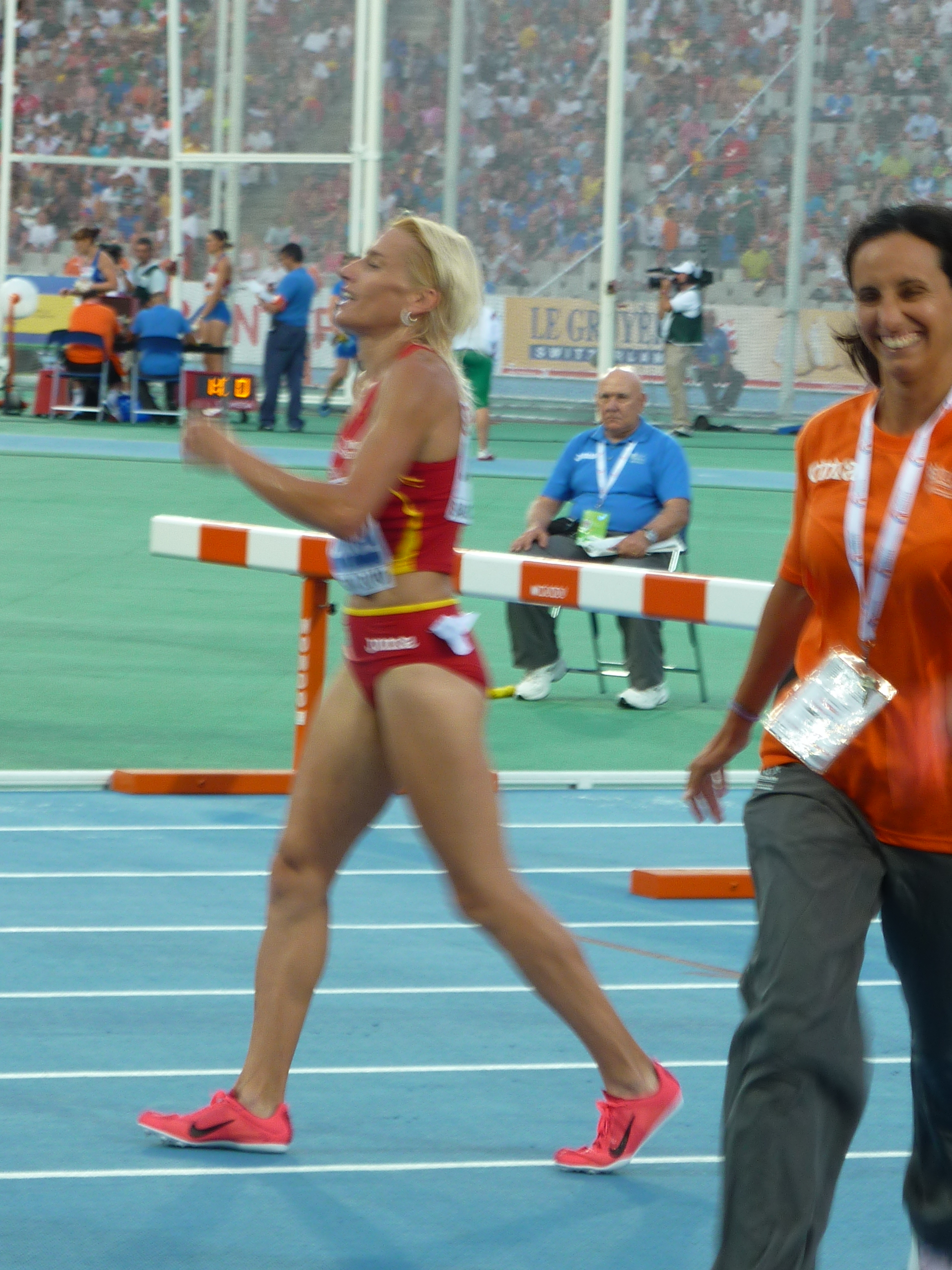
Die ursprüngliche Siegerin Marta Domínguez wurde sechs Jahre später wegen Dopingvergehens nachträglich disqualifiziert und gesperrt

## Video
- 2009 Women's 3000m steeplechase - Berlin World Championships in Athletics, youtube.com, abgerufen am 7. Dezember 2020